# Pseudovigna
Pseudovigna är ett släkte av ärtväxter. Pseudovigna ingår i familjen ärtväxter.
Kladogram enligt Catalogue of Life:
| Pseudovigna | \| \| Pseudovigna argentea \| \| \| \| \| \| Pseudovigna puerarioides \| \| \| \| |
|             | \| \| Pseudovigna argentea \| \| \| \| \| \| Pseudovigna puerarioides \| \| \| \| |
|             | Pseudovigna argentea                                                              |
|             |                                                                                   |
|             | Pseudovigna puerarioides                                                          |
|             |                                                                                   |